# Torymus purpureae
Torymus purpureae är en stekelart som beskrevs av Graham och Gijswijt 1998. Torymus purpureae ingår i släktet Torymus och familjen gallglanssteklar.
Artens utbredningsområde är Frankrike. Inga underarter finns listade i Catalogue of Life.